# إبراهيم عيسى
إبراهيم عيسى (9 نوفمبر 1965 -)، صحفي مصري. وتولى رئاسة تحرير صحيفة الدستور المصرية اليومية حتّىٰ أقاله مالك الجريدة السيد البدوي في أكتوبر 2010 بسبب إصراره على نشر مقالة لمحمد البرادعي عن حرب أكتوبر.

## بدايته في العمل الصحافي
التحق بالعمل في مجلة روز اليوسف منذ أن كان طالبًا في السنة الأولى من كلية الإعلام. وتولى رئاسة تحرير جريدة الدستور اليومية (حتى أُقيل من ذاك المنصب) إضافة إلى جريدة عين الأسبوعية، كما أنه أحد أعضاء الهيئة الاستشارية للشبكة العربية لمعلومات حقوق الإنسان.
- قدّم إبراهيمُ عيسى في التلفزيون برنامج «الفهرس» الأسبوعي على قناة دريم الفضائية كما قام بتقديم برنامج الله أعلم على قناة دريم أيضاً
- قدّم برنامجاً سياسياً عنوانه «على القهوة» في نفس القناة إلى أن منعت السلطات المصرية هذا البرنامج. كما كان يقدم عدة برامج دينية على نفس القناة بعنوان الرائعان وهو سيرة ذاتية لحياة الخلفاء الراشدين: أبو بكر الصديق وعمر ابن الخطاب وأيضا برنامج الرائعتين وهو عن سيرة عائشة بنت أبي بكر وفاطمة ابنة رسول الإسلام محمد.
- قدّم برنامج سينمائي أسبوعي على قناة فن بشبكة أوربيت بعنوان فرجه. وقدّم برنامج «نحن هنا» على قناة أو تي في المصرية وبرنامج حاجة تفطر الذي أذيع في رمضان 2010 وبرنامج «بلدنا بالمصري» أيام الأحد والثلاثاء والخميس مع ريم ماجد على قناة أون تي في إلى أن منعته السلطات المصرية أيضاً كمل قدّم برنامج ((مع الصحابة)) في رمضان وهو الذي أثار جدلاً واسعاً بسبب تناوله لقضية الفتنة الكبرى.
- قدّم لفترة برنامج بعنوان صالون إبراهيم عيسى على قناة الجزيرة مباشر. اشترك بعد قيام ثورة 25 يناير مع آخرين بإنشاء قناة التحرير الفضائية ويقدم فيها برنامج «في الميدان» أيام الأحد والثلاثاء مع محمود سعد وبلال فضل وعمرو الليثي على قناة التحرير ثم تركها وأشيع أنه باع حصته من القناة إلى رجل الأعمال سليمان عامر حيث أثر ذلك فيما بعد على السياسة العامة للقناة نتيجة لذلك ترك العمل بالقناة كل من الإعلامي محمود سعد وأيضاً السينارست والمؤلف بلال فضل ثم أخيرا الإعلامي عمرو الليثي.
- بعد توقف فترة عن العمل عاد الصحفي والإعلامي إبراهيم عيسي للظهور عقب انتهاء انتخابات مجلسي الشعب والشورى ليطل علينا على قناة ontv عبر برنامج «السادة المرشحون» ثم أصبح «السادة المرشحون سابقاً» بعد إعلان نتيجة المرحلة الأولى وختم البرنامج بعد يوم واحد من إعلان نتيجة انتخابات الرئاسة.
- ثم عاد مرة أخرى للظهور عبر شاشة قناة القاهرة والناس بتقديم برنامج مع إبراهيم عيسى حتى تم وقف البرنامج المثير للجدل من قبل السلطات المصرية وتفرغ إبراهيم عيسى للصحافة بعدها عبر جريدة المقال كما يقدم برنامج «لدى أقوال أخرى» على راديو إف إم.

## علاقته بالسلطات المصرية
يُعَدُّ إبراهيم عيسى أحد أكثر الصحفيين المصريين نشاطاً واحتجاجاً على ممارسات السلطة السياسية في مصر، ونتيجة لمواقفه أغلقت السلطات ثلاث صحف كان يرأس تحريرها كما صودرت إحدى رواياته «مقتل الرجل الكبير» وله أيضا رواية «أشباح وطنية».
إتُّهِمَ بالسّب والقذف والتحريض والإهانة والتطاول على رئيس الجمهورية هو والصحفية سحر زكي والمحامي سعيد عبد الله وذلك عندما كتبت الصحفية سحر مقالاً بجريدة الدستور تحت عنوان «مواطن من وراق العرب يطالب بمحاكمة مبارك وأسرته وردّ مبلغ 500 مليار جنيه قيمة القطاع العام والمعونات الخارجية».
في 26 يونيو 2006 حكم عليه بالسجن لمدة عام وكفالة 10 آلاف جنيه، غير أن محكمة الاستئناف خففت الحكم إلى غرامة تصل إلى 4000 جنيه.
حاكمته أجهزة الأمن المصرية بتهمة نشر أخبار كاذبة عن صحة رئيس الجمهورية، وصدر يوم 13 سبتمبر 2007 حكم ضده بالسجن سنة، وتمت إعادة محاكمته أمام دائرة أخرى والتي أصدرت في 28 سبتمبر 2008 حكمها عليه بالحبس لمدة شهرين، وكان الحكم مشمولاً بوجوبية النفاذ فسلّم نفسه للسلطات في نفس اليوم، ولكن الرئيس حسني مبارك أصدر قراراً جمهورياً بالعفو عنه في 6 أكتوبر 2008.

## في جريدة الدستور
صدرت الدستور في ديسمبر 1995 بتصريح من قبرص، وهي حيلة ابتدعها الصحفيون المصريون للالتفاف حول القوانين المقيدة لحرية إصدار الصحف. ظلت الدستور تصدر لمدة تزيد على العامين بأربعة أشهر أثارت فيها العديد من القضايا وتناولت بجرأة نقد الكثير من المسئولين، وفضحت بعض قضايا الفساد مما جعلها هدفا للكثيرين.
في عام 1998 أوقفت الدستور عن الصدور بعدما نشرت بياناً منسوباً لإحدى الجماعات الإسلامية، وهو ما اعتبرته وزارة الإعلام بياناً غير مقبول، وقد يكون مثيراً للفتنة الطائفية. ثم عادت الجريدة إلى الصدور في عام 2004 وكان عيسى يرأس تحريرها ومع جريدة صوت الأمة إلى أن انفرد بتحرير جريدة الدستور الأسبوعي واليومي معاً الذي صدر في 2007.
نال إبراهيم عيسى عندما كان رئيس تحرير صحيفة الدستور جائزة جبران تويني لعام 2008، التي يمنحها سنويا الاتحاد العالمي للصحف تكريما لرئيس تحرير أو ناشر صحفي في المنطقة العربية.
وتثمّن هذه الجائزة، الممنوحة لتخليد ذكرى جبران تويني، الناشر الصحفي اللبناني وعضو مجلس إدارة الاتحاد العالمي للصحف الذي سقط ضحية اعتداء بسيارة مفخخة بالمتفجرات في العاصمة اللبنانية بيروت يوم 12 ديسمبر 2005، التزام السيد إبراهيم عيسى بحرية الصحافة وشجاعته وحنكته القيادية وطموحه ومقدراته الإدارية والمهنية العالية.
في يوم 5 أكتوبر 2010 قام صاحب صحيفة الدستور الجديد السيد البدوى بإقصاء إبراهيم عيسى عن رئاسة تحرير الصحيفة، واستبعد رضا إدوارد في مداخلة مع برنامج «48 ساعة» مساء الخميس 7 أكتوبر 2010 والّذي تبثه قناة المحور، أي احتمالات لعودة إبراهيم عيسى رئيسا لتحرير الجريدة.

## مؤلفاته
- مريم التجلى الأخير
- صار بعيدا
- أفكار مهددة بالقتل
- مولانا
- العراة
- مقتل الرجل الكبير
- دم الحسين
- رحلة الدم
- كتابي عن مبارك وعصره ومصره
- رجال بعد الرسول
- أشباح وطنية
- لدى أقوال أخرى
- الإسلام الديموقراطي
- إذهب إلى فرعون
- دم على نهد
- تاريخ المستقبل
- المقالات الغزاوية
- قصة حبهم
- عندما كنا نحب
- في وصف من يمكن تسميتها الحبيبة
- صاحب المقام

## وصلات خارجية
- إبراهيم عيسى على موقع أرشيف الشارخ.
- إبراهيم عيسى على موقع IMDb (الإنجليزية)
- إبراهيم عيسى على موقع الدهليز
- إبراهيم عيسى على موقع قاعدة بيانات الأفلام العربية
- إبراهيم عيسى على موقع قاعدة بيانات الفيلم (الإنجليزية)